# Acrocercops prospera
Acrocercops prospera är en fjärilsart som beskrevs av Edward Meyrick 1920. Acrocercops prospera ingår i släktet Acrocercops och familjen styltmalar. Inga underarter finns listade i Catalogue of Life.